# Caecidotea rotunda
Caecidotea rotunda is een pissebed uit de familie Asellidae. De wetenschappelijke naam van de soort is voor het eerst geldig gepubliceerd in 1984 door Bowman & Lewis.